# Ajit Bhaduria
Ajit Bhaduria (né le 1er janvier 1970) est un athlète indien, spécialiste du lancer du disque.

## Biographie
Il remporte la médaille d'or du lancer du disque lors des championnats d'Asie 1993, à Manille, avec la marque de 55,52 m. 

### Palmarès
| Date | Compétition         | Lieu    | Résultat | Performance      |         |
| ---- | ------------------- | ------- | -------- | ---------------- | ------- |
| 1993 | Championnats d'Asie | Manille | 1er      | Lancer du disque | 55,52 m |
| 1998 | Championnats d'Asie | Fukuoka | 3e       | Lancer du disque | 55,46 m |

### Records
| Épreuve          | Performance | Lieu      | Date         |
| ---------------- | ----------- | --------- | ------------ |
| Lancer du disque | 60,30 m     | Hyderabad | 20 juin 1998 |